# Ginástica rítmica nos Jogos Europeus de 2015 - Maças
A competição das maças foi um dos eventos da ginástica rítmica nos Jogos Europeus de 2015, em Baku, no Azerbaijão. Foi disputada na Arena Nacional de Ginástica no dia 21 de junho.

## Calendário
Horário de verão do Azerbaijão (UTC+5).
| Data        | Horário | Fase  |
| ----------- | ------- | ----- |
| 21 de junho | 17:25   | Final |

## Medalhistas
| Ouro   | RUS Yana Kudryavtseva  |
| Prata  | UKR Ganna Rizatdinova  |
| Bronze | BLR Melitina Staniouta |

## Resultado final
O resultado final foi o seguinte. 
| Posição           | Ginastas               | Dif.  | Exe.  | Pen. | Total  |
| ----------------- | ---------------------- | ----- | ----- | ---- | ------ |
| Medalha de ouro   | RUS Yana Kudryavtseva  | 9.600 | 9.600 |      | 19.200 |
| Medalha de prata  | UKR Ganna Rizatdinova  | 9.250 | 9.300 |      | 18.550 |
| Medalha de bronze | BLR Melitina Staniouta | 8.950 | 9.200 |      | 18.150 |
| 4                 | GEO Salome Pazhava     | 8.950 | 9.150 |      | 18.100 |
| 5                 | BUL Neviana Vladinova  | 8.700 | 8.800 |      | 17.500 |
| 6                 | AUT Nicol Ruprecht     | 8.600 | 8.650 |      | 17.250 |